# Micromus gradatus
Micromus gradatus is een insect uit de familie van de bruine gaasvliegen (Hemerobiidae), die tot de orde netvleugeligen (Neuroptera) behoort. 
Micromus gradatus is voor het eerst wetenschappelijk beschreven door Navás in 1912.